# إرنست شتراسر
إرنست شتراسر (بالألمانية: Ernst Strasser) (و. 1956  م) هو سياسي نمساوي، هو عضوٌ في حزب الشعب النمساوي.

## مناصب
تولى منصب عضو في البرلمان الأوروبي (14 يوليو 2009–23 مارس 2011)
- عضو المجلس الوطني للنمسا (20 ديسمبر 2002–25 أبريل 2003)
- عضو مجلس الشورى الموحد النمسا السفلى (1993–2000)
- وزير.

## التعليم
تعلم في جامعة سالزبورغ.

## جوائز
حصل على جوائز منها:
- نيشان الصليب الأعظم لرهبانية القديس غريغوري الكبير من رتبة فارس.

## روابط خارجية
- إرنست شتراسر على موقع مونزينجر (الألمانية)